# چیدمان ترنسدیوسرها در آزمون فراصوت
در آزمون فراصوت بر حسب کاربرد ترنسدیوسرها در موقعیت‌های مختلفی از قطعه قرار داده می‌شوند. ترنسدیوسرها معمولاً در یکی از آرایش‌های زیر به کار می‌روند:
- آرایش پژواک
- آرایش بفرست و بگیر
- آرایش فرافرستادن

## آرایش پژواک

آرایش پژواک

در آرایش پژواک (به انگلیسی: Pulse-Echo)از یک ترنسدیوسر هم به عنوان فرستنده و هم به عنوان گیرنده استفاده می‌شود. ترنسدیوسر پالسی را به داخل نمونه می‌فرستد و سیگنال مزبور در صورت برخورد با عیوب موجود منعکس می‌شود و بخشی از این سیگنال منعکس شده بار دیگر توسط ترنسدیوسر دریافت می‌شود.

### کاربردها
این روش عموماً برای تشخیص عیوبی مانند ترک و تعیین مکان آن بکار می‌رود.

## آرایش بفرست و بگیر

آرایش بفرست و بگیر

در آرایش بفرست و بگیر (به انگلیسی: Pitch-Catch): در این روش ترنسدیوسر فرستنده سیگنالی می‌فرستد و ترنسدیوسر گیرنده آن را دریافت می‌کند.

### کاربردها
از این روش عموماً برای تشخیص اندازه عیب و معمولاً به‌طور ترکیبی با روش پژواک بکار می‌رود. بدین معنا که ترنسدیوسر اول سیگنالی فرستاده و هر دو ترنسدیوسر آن را دریافت می‌کنند. از سیگنال بدست آمده از ترنسدیوسر اول که معمولاً قویتر نیز می‌باشد مکان عیب تعیین می‌گردد. آنگاه با داشتن مکان عیب می‌توان اندازه آن را با روش‌هایی همچون روش TOFD محاسبه نمود.

## آرایش فرافرستادن

آرایش فرافرستادن

در آرایش فرافرستادن (به انگلیسی: Through Transmission): مشابه روش بفرست و بگیر است با این تفاوت که ترنسدیوسر گیرنده در سوی دیگر نمونه قرار می‌گیرد و سیگنالی را دریافت می‌کند که از نمونه عبور کرده باشد و نه آنکه در درون آن انعکاس یافته باشد.

### کاربردها
لازمه استفاده از این روش این است که دو سوی قطعه در دسترس باشد که بکارگیری این روش را در بسیاری از کاربردها محدود می‌کند. در عوض این روش در تشخیص عیوب بسیار توانا است و اندازه عیوب افقی را نیز می‌توان به کمک این روش یافت. همچنین از این روش در یافتن وارفتگی لایه‌های مواد کامپوزیت می‌توان بهره برد.